# Ga Bukhansan Bogungmun
Ga Bukhansan Bogungmun (Tiếng Hàn: 북한산보국문(서경대)역, Hanja: 北漢山輔國門驛) là ga trên Tuyến Ui-Sinseol nằm ở Jeongneung-dong, Seongbuk-gu, Seoul. Nó được khai trương vào ngày 2 tháng 9 năm 2017.

## Lịch sử
- 2 tháng 3 năm 2017: Tên ga được quyết định là Ga Bukhansan Bogungmun [4]
- 2 tháng 9 năm 2017: Bắt đầu hoạt động với việc khai trương Tuyến đường sắt nhẹ Seoul Ui Sinseol

## Bố trí ga
| Solsaem ↑    |
| \| N/B       |
| ↓ Jeongneung |

| Hướng Bắc | ● Tuyến Ui-Sinseol | ← Hướng đi Samyang · Hwagye · Nghĩa trang Quốc gia 19 tháng 4 · Bukhansan Ui |
| Hướng Nam | ● Tuyến Ui-Sinseol | → Hướng đi Jeongneung · Đại học Nữ sinh Sungshin · Bomun · Sinseol-dong →    |

## Xung quanh nhà ga
- Trung tâm phúc lợi hành chính Jeongneung 4-dong
- Đại học Seokyeong
- Trường tiểu học Jeongneung Seoul
- Vườn quốc gia Bukhansan
- Mom's Touch Seogyeongdae
- Trường tiểu học Seoul Cheongdeok
- Đại học Kookmin
- Trường trung học trực thuộc Đại học Giáo dục Đại học Hàn Quốc
- Trung tâm phúc lợi hành chính Jeongneung 3-dong
- Trường trung học Bukak

## Hình ảnh

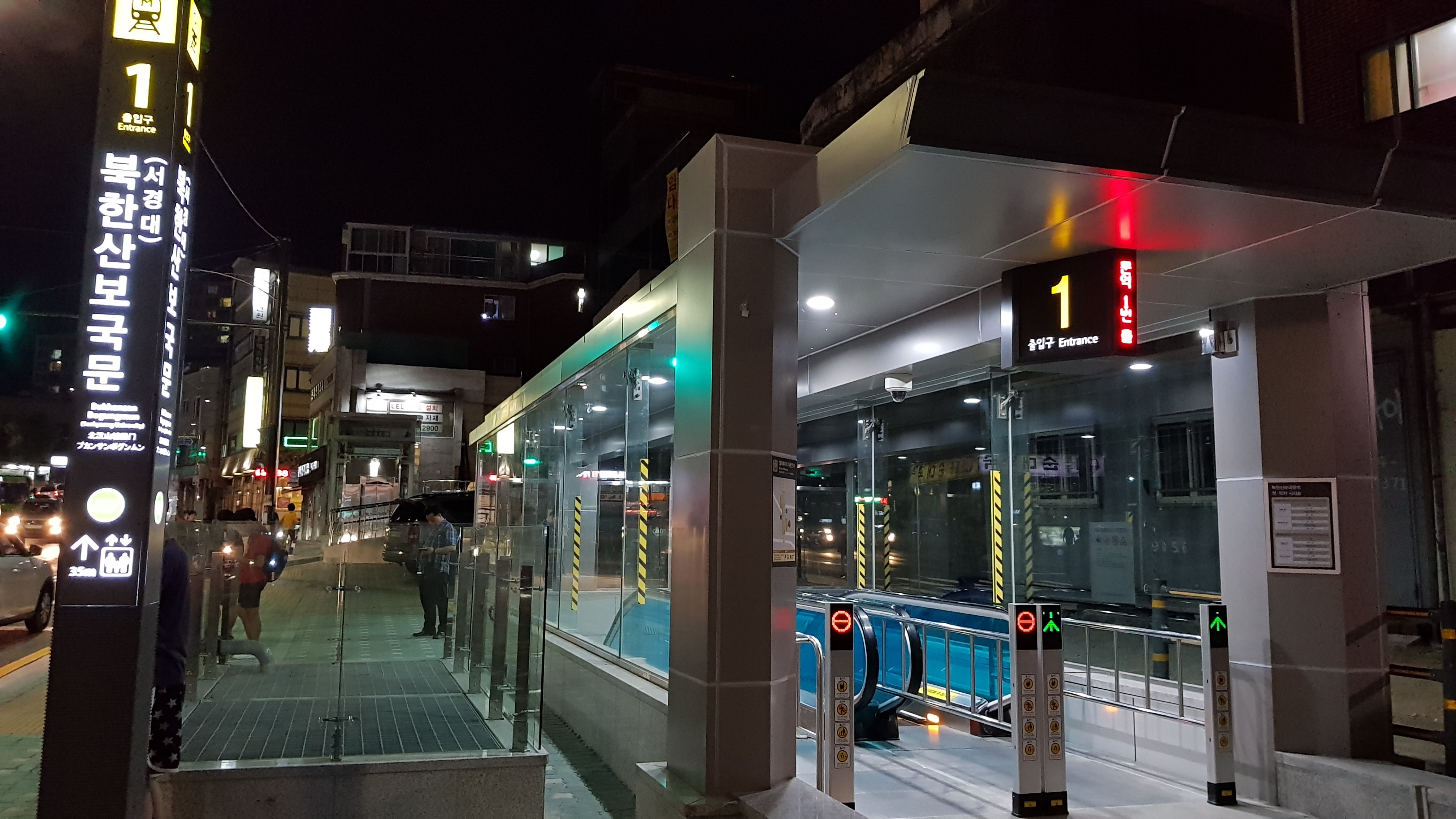
Lối ra 1
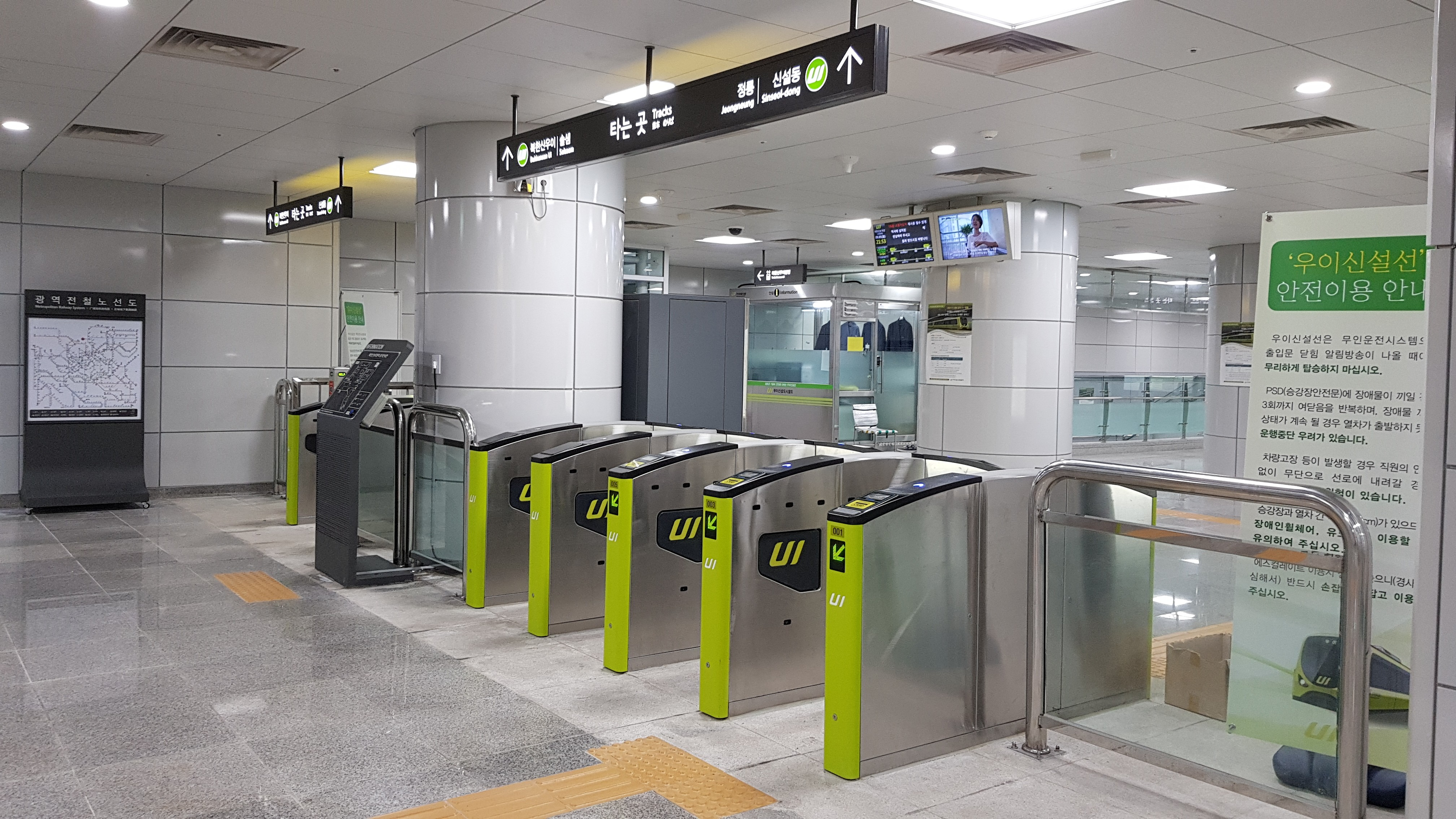
Cửa soát vé